# Martin Stixrud
Martin Stixrud, född 9 februari 1876 i Kristiania, död 8 januari 1964 i Oslo, var en norsk konståkare. Han blev olympisk bronsmedaljör i Antwerpen 1920 i singel herrar.